# Paracaesio gonzalesi
Paracaesio gonzalesi är en fiskart som beskrevs av Pierre Fourmanoir och Rivaton, 1979. Paracaesio gonzalesi ingår i släktet Paracaesio och familjen Lutjanidae. Inga underarter finns listade i Catalogue of Life.